# Sanny Verhoeven
Sanny Verhoeven (Hilversum, 21 september 1985) is een Nederlands actrice en presentatrice, die onder meer bekend is van haar rol als Liza Vreeland in Onderweg naar Morgen.

## Loopbaan
Na de havo, die ze in Veenendaal volgde, deed Verhoeven een aantal acteer- en toneelopleidingen, zoals de HKU te Utrecht en de opleiding T&T Theater en Televisie.
Ze speelde in verscheidene kortfilms en reclamespots, presenteerde Sterren.nl, het digitale kanaal van de TROS en Thuis bij Sterren.

## Televisie

### Als actrice
- Nachtegaal en Zonen, als Pom
- Willemspark
- Onderweg naar Morgen, als Liza Vreeland
- Shouf Shouf!
- Voetbalvrouwen
- Het Huis Anubis, als Miss Holland
- Goede tijden, slechte tijden, als Julie
- Vissen is cool, als Wendy
- ZOOP

### Als presentatrice
- Off Piste, RTL 4 (2016-2018)
- Go Cycling, RTL 4 (2014)
- Piets Weer, Staatsloterij Oranjetrekking (2013)
- RTL Lounge (2012, 2013)
- Amsterdam Fashionweek Livestream (2013)
- Trekkingsuitslag Staatsloterij, SBS6 (2013)
- Frankrijkfans / Plus France (2012)[3]
- Rondje Nederland, NTR (2006, 2012)
- Fashionscene TV, Net5 (8 afl.)[4]
- Kernpunt, NTR (22 afl. 2011)
- Sterren.nl, TROS (2010)
- Movierush, (2006)
- De wereld in vogelvlucht, Teleac (2005)